# Evil (Interpol)
Evil è un singolo del gruppo musicale statunitense Interpol, pubblicato nel 2005 ed estratto dal loro secondo album in studio Antics.

## Tracce
- 7"

1. Evil – 3:36
2. Leif Erikson (Zane Lowe BBC session)

- CD

1. Evil – 3:36
2. Song Seven – 4:50

## Video
Il videoclip della canzone è stato diretto da Charlie White e ha come protagonista un pupazzo.